# Norops delafuentei
Norops delafuentei är en ödleart som beskrevs av  Garrido 1982. Norops delafuentei ingår i släktet Norops och familjen Polychrotidae. Inga underarter finns listade i Catalogue of Life.